# Besourenga horacioi
Besourenga horacioi là một loài bọ cánh cứng trong họ Bọ hung (Scarabaeidae).